# Georges de la jungle (série télévisée d'animation, 1967)
Pour les articles homonymes, voir George de la jungle.
Georges de la jungle (George of the Jungle) est une série télévisée d'animation américaine en 17 épisodes de 22 minutes, créée par Jay Ward et diffusée entre le 9 septembre 1967 et le 30 décembre 1967 sur le réseau ABC.
En France, la série a été diffusée à partir du 6 octobre 1982 sur Antenne 2.

## Synopsis
Georges ressemble en apparence à Tarzan mais la similarité s'arrête là car notre héros est en réalité le roi des gaffeurs !

## Voix françaises
- Claude Dasset : le narrateur
- Gérard Hernandez : Georges
- Albert Augier : Tchito le singe
- Claude Chantal : Jane

## Épisodes
1. La Perle du sultan (The Sultan's Pearl)
2. Un cas difficile (The Malady Lingers On)
3. Ouille-ouille (Oo-Oo Birds of a Feather)
4. Le Dieu gorille (Ungawa, The Gorilla God)
5. Les Ciseaux (Little Scissor)
6. Monnaie de singe (Monkey Business)
7. Pas en train (Next Time, Take the Train)
8. Quand vint la pluie (The Desperate Showers)
9. Le Trésor de Sarah Madre (The Treasure of Sarah Madre)
10. De la mauvaise graine (The Trouble I've Seed)
11. Au travail, Docteur Schpritzer (Dr. Schpritzer, I Presume?)
12. Au secours ! (Rescue Is My Business)
13. Sots périlleux (Big Flop at the Big Top)
14. Le Tchi tchi dog (The Chi Chi Dog)
15. Chasse à course (A Man for All Hunting Seasons)
16. La Civilisation (The Forest's Prime Prime Evil)
17. Le Roi de la jungle (Kings Back-to-Back)